# Xysticus loeffleri
Xysticus loeffleri là một loài nhện trong họ Thomisidae.
Loài này thuộc chi Xysticus. Xysticus loeffleri được Carl Friedrich Roewer miêu tả năm 1955.